# Đại hội Thể thao Đông Nam Á 2025
Đại hội Thể thao Đông Nam Á 2025 (tiếng Anh: 2025 Southeast Asian Games, tiếng Thái: กีฬาแห่งเอเชียตะวันออกเฉียงใต้ 2025, phát âm tiếng Thái: [Kila-hèng-e-chìa tawan-oọc-chình-tay Xoỏng-pằn-yi-xịp-ha]), chính thức được gọi là Đại hội Thể thao Đông Nam Á lần thứ XXXIII và thường được gọi là SEA Games 2025 hay SEA Games 33, là sự kiện thể thao đa môn hai năm một lần sắp tới dự kiến diễn ra ở Thủ đô Băng Cốc cùng với 2 tỉnh là Chonburi và Songkhla, Thái Lan. Đây là lần thứ bảy Thái Lan tổ chức đại hội này sau các năm 1959, 1967, 1975, 1985, 1995 và 2007.

## Bầu chọn chủ nhà

### Kế hoạch thay thế năm 2019
Vào ngày 21 tháng 7 năm 2017, Ủy ban Thể thao Philipines (PSC) đã nói với POC rằng họ đang rút hỗ trợ cho việc lưu trữ Philippines Games 2019 Đông Nam Á nói rằng chính phủ quyết định tái phân bổ kinh phí để lưu trữ các nỗ lực phục hồi của Marawi bị tàn phá sau cuộc khủng hoảng Marawi.
Vào ngày 10 tháng 8 năm 2017, ông Charouck Arirachakaran, phó chủ tịch và tổng thư ký Ủy ban Olympic Quốc gia Thái Lan (NOCT) nói rằng thủ tướng Thái Lan Prayuth Chan-ocha đã đồng ý kế hoạch thay thế SEA Games năm 2019 sau khi Philippines rút lui. Các thành phố tiềm năng là Chiang Mai, Chonburi và Songkhla.
Sáu ngày sau, Philippines thông qua Chủ tịch Ủy ban Olympic Philippines Peping Cojuangco, xác nhận rằng đất nước này sẽ tổ chức Đại hội Thể thao năm 2019, sau khi Cojuangco đã viết tổng thống Philippines Rodrigo Duterte và kêu gọi xem xét lại.

### Thành phố ứng cử viên
Vào ngày 18 tháng 8 năm 2017, cuộc họp SEAGF tại Kuala Lumpur, Malaysia đã xác nhận rằng Thái Lan sẽ tổ chức Đại hội Thể thao Đông Nam Á vào năm 2025, như Philippines năm 2019, Việt Nam vào năm 2021, Campuchia năm 2023 và Lào vào năm 2027.
Vào ngày 2 tháng 9 năm 2016, Thống đốc Ubon Ratchathani, Somsak Changtrakul và ủy ban đấu thầu đã thông báo rằng Ubon Ratchathani sẽ đấu thầu các Đại hội Thể thao Đông Nam Á lần thứ 33 và Asean Para Games lần thứ 13 vào năm 2025 tại Hiệp hội công dân Ubon Ratchathani ở Băng Cốc, và sau đó họ gửi hồ sơ ứng cử viên cho Thống đốc Thể thao Thái Lan, Sakon Wannapong.
Cuộc đấu thầu 2025 Ubon Ratchathani sẽ sử dụng các địa điểm hiện có đã được cải tạo, các địa điểm đang được xây dựng và các địa điểm tạm thời mới trong và xung quanh thành phố và tỉnh Ubon Ratchathani. Ngoài ra, Ubon Ratchathani sẽ sử dụng các địa điểm ở Cụm Hạ Bắc Đông Bắc 2 bao gồm Ubon Ratchathani, Amnat Charoen, Sisaket, và Yasothon, và đối tác thể thao biển, Surat Thani.
Vào ngày 2 tháng 9 năm 2016, Thống đốc Ubon Ratchathani, Somsak Changtrakul và ủy ban đấu thầu đã thông báo rằng Ubon Ratchathani sẽ đấu thầu Đại hội Thể thao Đông Nam Á lần thứ 33 và Đại hội Thể thao Người khuyết tật Đông Nam Á lần thứ 13 vào năm 2025.

### Xác nhận năm 2025
Vào tháng 12 năm 2021, Thái Lan được đề cử làm nước đăng cai Đại hội Thể thao Đông Nam Á 2025 tại Cuộc họp của Hội đồng và Ban điều hành SEAGF ở Hà Nội, Việt Nam. Năm tháng sau, Hội đồng và Ban điều hành SEAGF chính thức thành lập  thông báo rằng Thái Lan  sẽ là quốc gia đăng cai sự kiện vào năm 2025 và ban đầu được đề cử Bangkok là thành phố đăng cai.  Ngoài ra, Malaysia và Singapore đã được xác nhận là quốc gia đăng cai tổ chức 2027 và SEA Games 2029.
Sau khi xác nhận, đây là lần thứ bảy Thái Lan tổ chức Đại hội Thể thao Đông Nam Á.  Thành phố thủ đô của nó, Bangkok đã tổ chức Đại hội Thể thao Bán đảo Đông Nam Á khai mạc vào 1959, và một lần nữa tại 1967, 1975, và 1985;  khi bản thân các trò chơi đã được gọi là Đại hội thể thao Đông Nam Á.  Tuy nhiên, cả hai phiên bản 1995 và 2007 đều diễn ra ở các tỉnh Chiang Mai và Nakhon Ratchasima tương ứng.

### Đấu thầu và bầu cử
Vào ngày 11 tháng 10 năm 2022, Dato Seri Chaipak Siriwat , phó chủ tịch Ủy ban Olympic Quốc gia Thái Lan (NOCT) đã tiết lộ khuôn khổ của quy trình đấu thầu mà các tỉnh/thành phố đăng cai nên chi tiêu cho thế vận hội với chi phí phù hợp với ngân sách và họ không có yêu cầu xây dựng địa điểm nữa. Không giống như các phiên bản 2019 và 2021 mà các địa điểm thi đấu của họ lần lượt trải rộng trên 23 và 12 thành phố/tỉnh, số lượng thành phố/tỉnh đăng cai có thể cho các trò chơi nên được giới hạn ở mức 3 hoặc 4.
Tám bên đấu thầu từ mười hai thành phố/tỉnh quan tâm đến việc tổ chức các trò chơi đã được đề cử bởi Prachum Boontiem, phó thống đốc của Cơ quan Thể thao Thái Lan (SAT), vào tháng 10 năm 2022. Bangkok, Chiang Mai, Nakhon Ratchasima và Songkhla đã được đệ trình với tư cách duy nhất  hồ sơ dự thầu, trong khi Bangkok/Chonburi, Bangkok/Chonburi/Songkhla, Krabi/Phuket/Trang, và Amnat Charoen/Sisaket/Ubon Ratchathani/Yasothon được nộp dưới dạng hồ sơ dự thầu liên tỉnh. Mặc dù quá trình đấu thầu đã bắt đầu vào tháng 10 năm 2022, một số bên đấu thầu đã tiết lộ các chiến dịch đấu thầu của họ trước đó: Ubon Ratchathani vào tháng 4 năm 2016, Chonburi in January 2019, và Krabi/Phuket/Trang vào tháng 2 năm 2021.
Đấu thầu chung từ Bangkok, Chonburi, và Tỉnh Songkhla và đấu thầu duy nhất từ Nakhon Ratchasima đã được trao để đăng cai Đại hội thể thao Đông Nam Á lần thứ 33 và  ASEAN Para Games lần thứ 13 lần lượt bởi Cơ quan Thể thao Thái Lan (SAT) vào ngày 13 tháng 1 năm 2023 và được Nội các Thái Lan phê duyệt vào tháng 2 năm 2023. Các thành phố/tỉnh liên kết sẽ trở thành những thành phố/tỉnh chủ nhà đầu tiên được chọn đăng cai Đại hội thể thao Đông Nam Á thông qua quá trình đấu thầu.
| Giá thầu duy nhất (4)                                                       | Đấu thầu liên tỉnh (4) |
| --------------------------------------------------------------------------- | --- |
| - Bangkok - Chiang Mai - Nakhon Ratchasima (ASEAN Para Games 13) - Songkhla | - Bangkok và Chonburi - Bangkok, Chonburi và Songkhla (SEA Games 33) - Krabi, Phuket & Trang - Amnat Charoen, Sisaket, Ubon Ratchathani và Yasothon |

## Đại hội

### Môn thể thao

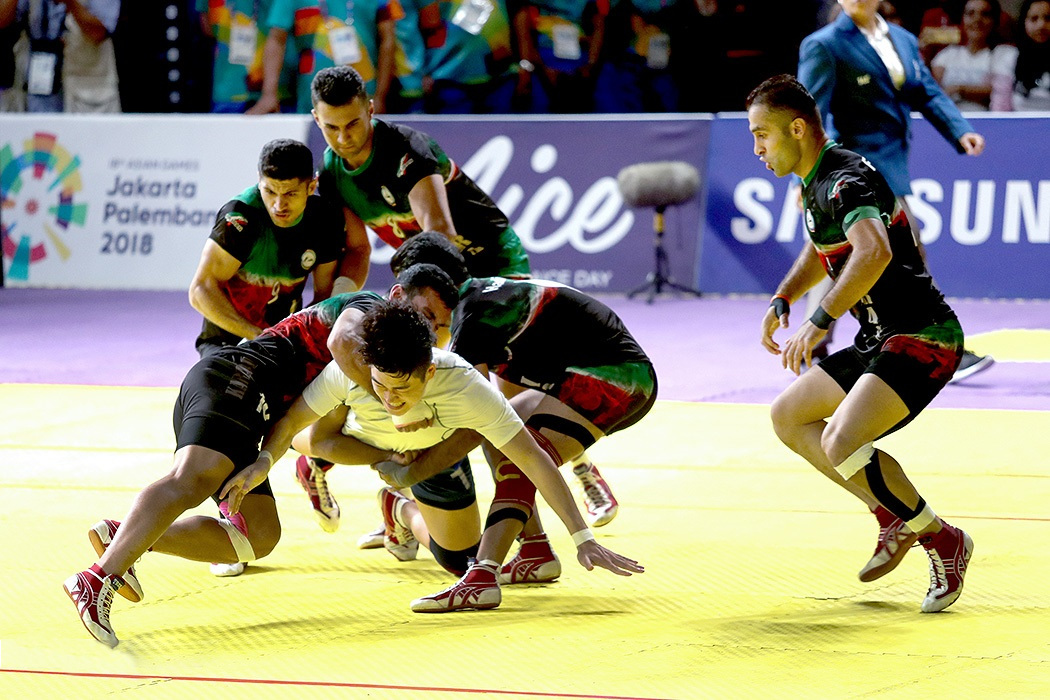
Lần đầu tiên, kabaddi được đưa vào Thế vận hội mặc dù nó đã được đưa vào Đại hội thể thao châu Á từ năm 1990.

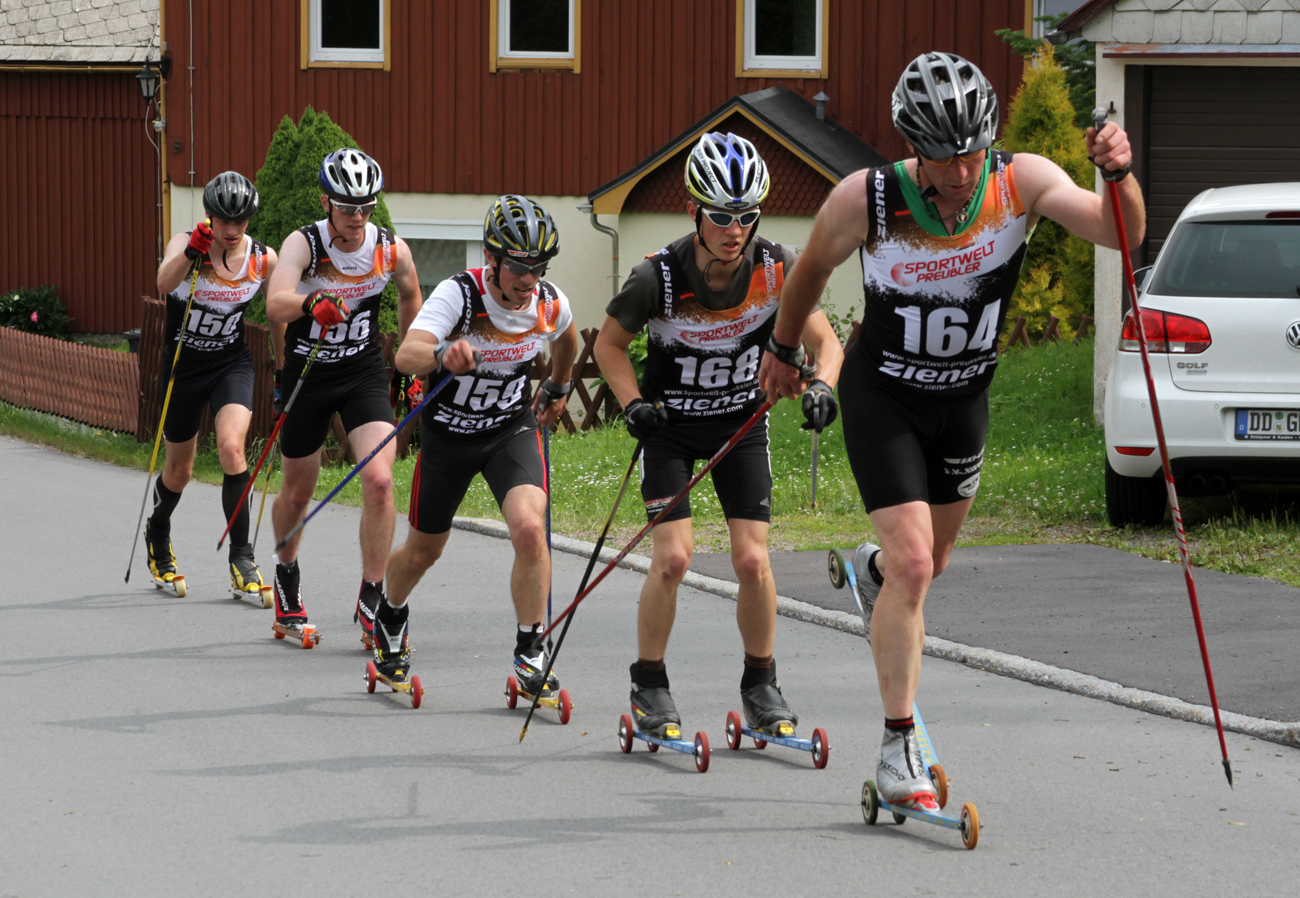
Trượt patin (môn thể thao tương đương với trượt tuyết băng đồng) được đưa vào Thế vận hội vào thời điểm đó nhằm tăng cường sự phổ biến của các môn thể thao mùa đông ở Đông Nam Á.

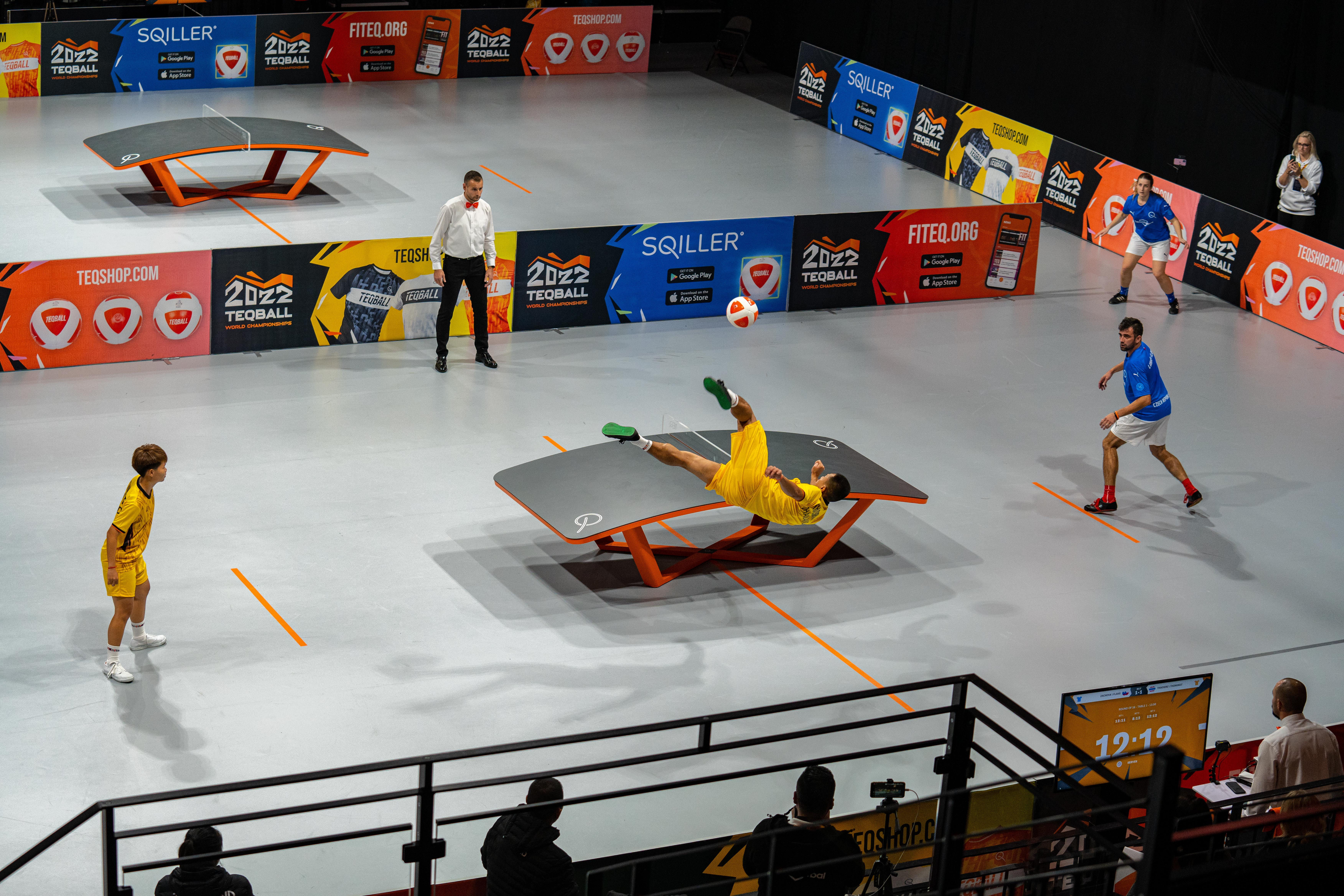
Môn thể thao mới nổi, teqball (môn thể thao kết hợp các yếu tố của bóng đá và bóng bàn) ra mắt tại Thế vận hội.

Mục 34 của điều lệ và quy tắc của Liên đoàn Đại hội Thể thao Đông Nam Á quy định rằng chương trình của Đại hội Thể thao Đông Nam Á sẽ bao gồm không ít hơn 22 môn thể thao trong đó điền kinh và dưới nước (bao gồm cả bơi lội và nhảy cầu) là môn thể thao bắt buộc hoặc "thể thao loại I", tối thiểu của 14 môn thể thao tại Thế vận hội và Đại hội thể thao châu Á hoặc "thể thao loại II" và tối đa 8, nhưng không ít hơn 2, các môn thể thao khác hoặc "thể thao loại III".
Sau khi lựa chọn nước chủ nhà, Cơ quan Thể thao Thái Lan (SAT) ban đầu thông báo rằng Thế vận hội sẽ có 43 môn thể thao, theo điều lệ Thế vận hội. Tất cả các môn thể thao đều được thi đấu tại Đại hội Thể thao Quốc gia Thái Lan và các thành phố/tỉnh liên kết có thể cung cấp địa điểm và cơ sở vật chất để tổ chức các môn thể thao này.
| \| - Thể thao dưới nước - Bơi nghệ thuật - a - Nhảy cầu - a - Bơi lội - a - Bóng nước - a - Bắn cung - a - Điền kinh - a - Cầu lông - a - Bóng rổ - a - Bóng rổ - Bóng rổ 3x3 - Bi-a - c - Quyền Anh - a - Xe đạp - a \| - Khiêu vũ thể thao - c - Cưỡi ngựa - a - Thể thao điện tử - e - Đấu kiếm - a - Trượt băng nghệ thuật - b - Bóng đá - a - Bóng đá - - Bóng đá trong nhà - Golf - a - Thể dục dụng cụ - a - Khúc côn cầu - - Khúc côn cầu trong nhà - - Khúc côn cầu trên băng - b \| - Judo - a - Ju-jitsu - d - Kabaddi - e - Karate - c - Kurash - e - Muay Thái - c - Bóng lưới - c - Pencak silat - e - Bi sắt - c - Trượt patin - b - Chèo thuyền - a - Đua thuyền buồn - a - Bắn súng - a \| - Trượt băng tốc độ cự ly ngắn - b - Cầu mây - d - Quần vợt mềm - d - Bóng bàn - a - Taekwondo - a - Quần vợt - a - Teqball - d - Bóng chuyền - a - Bóng chuyền trong nhà - Bóng chuyền bãi biển - Cử tạ - a - Vật - a - Wushu - c \| | | | |
| - Thể thao dưới nước - Bơi nghệ thuật - a - Nhảy cầu - a - Bơi lội - a - Bóng nước - a - Bắn cung - a - Điền kinh - a - Cầu lông - a - Bóng rổ - a - Bóng rổ - Bóng rổ 3x3 - Bi-a - c - Quyền Anh - a - Xe đạp - a | - Khiêu vũ thể thao - c - Cưỡi ngựa - a - Thể thao điện tử - e - Đấu kiếm - a - Trượt băng nghệ thuật - b - Bóng đá - a - Bóng đá - - Bóng đá trong nhà - Golf - a - Thể dục dụng cụ - a - Khúc côn cầu - - Khúc côn cầu trong nhà - - Khúc côn cầu trên băng - b | - Judo - a - Ju-jitsu - d - Kabaddi - e - Karate - c - Kurash - e - Muay Thái - c - Bóng lưới - c - Pencak silat - e - Bi sắt - c - Trượt patin - b - Chèo thuyền - a - Đua thuyền buồn - a - Bắn súng - a | - Trượt băng tốc độ cự ly ngắn - b - Cầu mây - d - Quần vợt mềm - d - Bóng bàn - a - Taekwondo - a - Quần vợt - a - Teqball - d - Bóng chuyền - a - Bóng chuyền trong nhà - Bóng chuyền bãi biển - Cử tạ - a - Vật - a - Wushu - c |

a: các môn thể thao được quản lý bởi một thành viên của Hiệp hội các Liên đoàn Quốc tế Thế vận hội Mùa hè (ASOIF).  

b:các môn thể thao được quản lý bởi một thành viên của Hiệp hội các Liên đoàn Thể thao Mùa đông Thế vận hội Quốc tế (AIOWF).

c: các môn thể thao được quản lý bởi một thành viên của Hiệp hội các Liên đoàn thể thao quốc tế được IOC công nhận (ARISF).

d: các môn thể thao được quản lý bởi một thành viên của Liên minh các thành viên thể thao độc lập được công nhận (AIMS).

e:các môn thể thao do thành viên của cả ARISF và AIMS quản lý.'

### Các quốc gia tham dự
Tất cả 11 thành viên của Liên đoàn Đại hội Thể thao Đông Nam Á (SEAGF) được dự kiến để diễn ra vào Đại hội Thể thao Đông Nam Á 2025. Dưới đây là danh sách NOC tham gia.

Các số trong ngoặc đại diện cho số lượng người tham gia đã nhập.
| \| - Brunei - Campuchia - Indonesia - Lào \| - Malaysia - Myanmar - Philippines - Singapore \| - Thái Lan (chủ nhà) - Đông Timor - Việt Nam \| |                                                |                                              |
| - Brunei - Campuchia - Indonesia - Lào | - Malaysia - Myanmar - Philippines - Singapore | - Thái Lan (chủ nhà) - Đông Timor - Việt Nam |